# Segunda Categoría del Guayas 2021
El campeonato provincial de fútbol de Segunda Categoría de Guayas 2021 fue la 55.ª edición del torneo de la Segunda Categoría de la provincia de Guayas. El torneo fue organizado por la Asociación de Fútbol del Guayas (AFG) y avalado por la Federación Ecuatoriana de Fútbol. El torneo inició el 28 de mayo y finalizó el 14 de agosto. Participaron 15 clubes de fútbol y entregó cuatro cupos a los play-offs del Ascenso Nacional 2021 por el ascenso a la Serie B, además el campeón provincial clasificó a la primera fase de la Copa Ecuador 2022.

## Sistema de campeonato
El sistema determinado para esta edición por la Asociación de Fútbol del Guayas fue de la siguiente maneraː
- Primera fase: En cada grupo de cada serie (uno de siete y otro de ocho clubes) se enfrentaron en un sistema de todos contra todos a una sola rueda, los cuatro equipos mejor ubicados de cada grupo clasificaron a la segunda fase.

- Segunda fase: Se jugó en dos grupos con los ocho equipos, en encuentros a una sola rueda (3 fechas), la ubicación y la numeración fue previamente establecida. Los primeros de cada grupo clasificaron a la fase final y a los play-offs del Ascenso Nacional 2021. La distribución de los grupos fue:

| - - Grupo A: - 1.º Grupo 1 - 2.º Grupo 2 - 3.º Grupo 2 - 4.º Grupo 1 | - - Grupo B: - 1.º Grupo 2 - 2.º Grupo 1 - 3.º Grupo 1 - 4.º Grupo 2 |

- Fase final: Los 4 equipos clasificados jugaron play-offs en partidos de ida y vuelta del cual los dos equipos ganadores jugaron la final a partido único para definir el campeón y subcampeón provincial. También hubo un partido por el tercer puesto con los equipos perdedores de las semifinales.

## Equipos participantes
| Equipos participantes               | Equipos participantes | Equipos participantes         |
| ----------------------------------- | --------------------- | ----------------------------- |
|                                     |                       |                               |
| Equipo                              | Ciudad                | Estadio                       |
| Club Deportivo Everest              | Guayaquil             | Estadio Alejandro Ponce Noboa |
| Calvi Fútbol Club                   | Guayaquil             | Estadio Alejandro Ponce Noboa |
| La Familia Fútbol Club              | Guayaquil             | Estadio Alejandro Ponce Noboa |
| Toreros Fútbol Club                 | Guayaquil             | Estadio Alejandro Ponce Noboa |
| Liga Deportiva Estudiantil          | Guayaquil             | Estadio Alejandro Ponce Noboa |
| Club Estudiantes del Guayas         | Guayaquil             | Estadio Alejandro Ponce Noboa |
| Club Social y Deportivo Paladín "S" | Guayaquil             | Estadio Alejandro Ponce Noboa |
| Panamá Sporting Club                | Guayaquil             | Estadio Alejandro Ponce Noboa |
| Club Sport Patria                   | Samborondón           | Estadio Arenas de Samborondón |
| Club Deportivo Banife               | Durán                 | Estadio Pablo Sandiford       |
| Club Atlético Samborondón           | Guayaquil             | Estadio Alejandro Ponce Noboa |
| Club Deportivo Filanbanco           | Guayaquil             | Estadio Alejandro Ponce Noboa |
| Club Atlético Giancarlo Ramos       | Guayaquil             | Estadio Alejandro Ponce Noboa |
| Legión Amarilla Fútbol Club         | Guayaquil             | Estadio Alejandro Ponce Noboa |
| Real Fortaleza Fútbol Club          | Guayaquil             | Estadio Alejandro Ponce Noboa |

## Equipos por cantón
| Cantón      | N.º | Equipos |
| ----------- | --- | --- |
| Guayaquil   | 13  | - Atlético Samborondón - Toreros F. C. - Calvi F. C. - Everest - La Familia F. C. - L. D. Estudiantil - Estudiantes del Guayas - Panamá S. C. - Filanbanco - Atlético Giancarlo Ramos - Legión Amarilla F. C. - Real Fortaleza F. C. - Paladín "S" |
| Samborondón | 1   | - C. S. Patria |
| Durán       | 1   | - Banife |

## Primera fase

### Grupo 1

#### Clasificación
| Pos. | Equipo                   | Pts. | PJ | G | E | P | GF | GC | Dif. | Clasificación |
| ---- | ------------------------ | ---- | -- | - | - | - | -- | -- | ---- | ------------- |
| 1    | Banife                   | 16   | 6  | 5 | 1 | 0 | 12 | 2  | +10  | Segunda fase  |
| 2    | Everest                  | 15   | 6  | 5 | 0 | 1 | 14 | 2  | +12  | Segunda fase  |
| 3    | Atlético Samborondón     | 11   | 6  | 3 | 2 | 1 | 10 | 2  | +8   | Segunda fase  |
| 4    | Atlético Giancarlo Ramos | 9    | 6  | 3 | 0 | 3 | 11 | 11 | 0    | Segunda fase  |
| 5    | Calvi F. C.              | 5    | 6  | 1 | 2 | 3 | 7  | 10 | −3   |               |
| 6    | Real Fortaleza           | 4    | 6  | 1 | 1 | 4 | 3  | 15 | −12  |               |
| 7    | Panamá S. C.             | 0    | 6  | 0 | 0 | 6 | 5  | 20 | −15  |               |

 Fuente: Aso Guayas
Criterios de clasificación: 1) Puntos; 2) Diferencia de goles; 3) Goles marcados

#### Evolución de la clasificación
| Equipo / Fecha           | 01 | 02 | 03 | 04 | 05 | 06 | 07 |
| ------------------------ | -- | -- | -- | -- | -- | -- | -- |
| Banife                   | 4  | 3  | 3  | 3  | 3  | 3  | 1  |
| Everest                  | 1  | 1  | 2  | 2  | 2  | 1  | 2  |
| Atlético Samborondón     | 2  | 2  | 1  | 1  | 1  | 2  | 3  |
| Atlético Giancarlo Ramos | 3  | 4  | 5  | 4  | 4  | 4  | 4  |
| Calvi F. C.              | 5  | 5  | 6  | 6  | 6  | 5  | 5  |
| Real Fortaleza           | 6  | 6  | 4  | 5  | 5  | 6  | 6  |
| Panamá S. C.             | 7  | 7  | 7  | 7  | 7  | 7  | 7  |

#### Resultados
- Los horarios corresponden al huso horario de Ecuador: (UTC-5).

| Everest              | 3 - 0       | Panamá S. C.             | Alejandro Ponce Noboa | 29 de mayo  | 10:00       |
| Banife               | 3 - 0       | Atlético Giancarlo Ramos | Pablo Sandiford       | 29 de mayo  | 11:00       |
| Atlético Samborondón | 3 - 0       | Real Fortaleza           | Alejandro Ponce Noboa | 29 de mayo  | 15:00       |
| Libre:               | Calvi F. C. | Calvi F. C.              | Calvi F. C.           | Calvi F. C. | Calvi F. C. |

| Atlético Giancarlo Ramos | 0 - 4          | Everest              | Alejandro Ponce Noboa | 5 de junio     | 10:00          |
| Panamá S. C.             | 0 - 4          | Atlético Samborondón | Aso Guayas Cancha #3  | 5 de junio     | 10:00          |
| Calvi F. C.              | 1 - 2          | Banife               | Aso Guayas Cancha #3  | 5 de junio     | 15:00          |
| Libre:                   | Real Fortaleza | Real Fortaleza       | Real Fortaleza        | Real Fortaleza | Real Fortaleza |

| Everest              | 2 - 1  | Calvi F. C.              | Aso Guayas Cancha #3  | 12 de junio | 10:00  |
| Real Fortaleza       | 2 - 1  | Panamá S. C.             | Alejandro Ponce Noboa | 12 de junio | 10:00  |
| Atlético Samborondón | 2 - 0  | Atlético Giancarlo Ramos | Alejandro Ponce Noboa | 12 de junio | 15:00  |
| Libre:               | Banife | Banife                   | Banife                | Banife      | Banife |

| Atlético Giancarlo Ramos | 4 - 0        | Real Fortaleza       | Alejandro Ponce Noboa | 16 de junio  | 10:00        |
| Banife                   | 1 - 0        | Everest              | Pablo Sandiford       | 16 de junio  | 11:00        |
| Calvi F. C.              | 1 - 1        | Atlético Samborondón | Alejandro Ponce Noboa | 16 de junio  | 15:00        |
| Libre:                   | Panamá S. C. | Panamá S. C.         | Panamá S. C.          | Panamá S. C. | Panamá S. C. |

| Panamá S. C.         | 2 - 4   | Atlético Giancarlo Ramos | Aso Guayas Cancha #3  | 19 de junio | 10:00   |
| Real Fortaleza       | 1 - 1   | Calvi F. C.              | Aso Guayas Cancha #3  | 19 de junio | 15:00   |
| Atlético Samborondón | 0 - 0   | Banife                   | Alejandro Ponce Noboa | 19 de junio | 15:00   |
| Libre:               | Everest | Everest                  | Everest               | Everest     | Everest |

| Everest     | 1 - 0                    | Atlético Samborondón     | Alejandro Ponce Noboa    | 25 de junio              | 11:00                    |
| Calvi F. C. | 3 - 1                    | Panamá S. C.             | Aso Guayas Cancha #3     | 25 de junio              | 11:00                    |
| Banife      | 2 - 0                    | Real Fortaleza           | Pablo Sandiford          | 25 de junio              | 11:00                    |
| Libre:      | Atlético Giancarlo Ramos | Atlético Giancarlo Ramos | Atlético Giancarlo Ramos | Atlético Giancarlo Ramos | Atlético Giancarlo Ramos |

| Real Fortaleza           | 0 - 4                | Everest              | Alejandro Ponce Noboa | 2 de julio           | 11:00                |
| Panamá S. C.             | 1 - 4                | Banife               | Aso Guayas Cancha #2  | 2 de julio           | 11:00                |
| Atlético Giancarlo Ramos | 3 - 0                | Calvi F. C.          | Aso Guayas Cancha #3  | 2 de julio           | 11:00                |
| Libre:                   | Atlético Samborondón | Atlético Samborondón | Atlético Samborondón  | Atlético Samborondón | Atlético Samborondón |

### Grupo 2

#### Clasificación
| Pos. | Equipo                 | Pts. | PJ | G | E | P | GF | GC | Dif. | Clasificación |
| ---- | ---------------------- | ---- | -- | - | - | - | -- | -- | ---- | ------------- |
| 1    | Toreros F. C.          | 16   | 7  | 6 | 1 | 0 | 21 | 2  | +19  | Segunda fase  |
| 2    | Estudiantes del Guayas | 14   | 7  | 4 | 2 | 1 | 9  | 5  | +4   | Segunda fase  |
| 3    | Filanbanco             | 13   | 7  | 4 | 1 | 2 | 18 | 6  | +12  | Segunda fase  |
| 4    | L. D. Estudiantil      | 13   | 7  | 4 | 1 | 2 | 7  | 7  | 0    | Segunda fase  |
| 5    | C. S. Patria           | 12   | 7  | 3 | 3 | 1 | 18 | 6  | +12  |               |
| 6    | La Familia             | 3    | 6  | 1 | 0 | 5 | 8  | 17 | −9   |               |
| 7    | Legión Amarilla        | 3    | 6  | 1 | 0 | 5 | 5  | 23 | −18  |               |
| 8    | Paladín "S"            | 0    | 7  | 0 | 0 | 7 | 6  | 26 | −20  |               |

 Fuente: Aso Guayas
Criterios de clasificación: 1) Puntos; 2) Diferencia de goles; 3) Goles marcados
Notas:
1. ↑  Toreros Fútbol Club fue sancionado con la reducción de 3 puntos.

#### Evolución de la clasificación
| Equipo / Fecha         | 01 | 02 | 03 | 04 | 05 | 06 | 07 |
| ---------------------- | -- | -- | -- | -- | -- | -- | -- |
| Toreros F. C.          | 3  | 3  | 3  | 2  | 1  | 1  | 1  |
| Estudiantes del Guayas | 4  | 5  | 4  | 4  | 4  | 3  | 2  |
| Filanbanco             | 2  | 2  | 1  | 3  | 3  | 2  | 3  |
| L. D. Estudiantil      | 6  | 4  | 5  | 5  | 5  | 5  | 4  |
| C. S. Patria           | 1  | 1  | 2  | 1  | 2  | 4  | 5  |
| La Familia             | 7  | 7  | 8  | 8  | 6  | 6  | 6  |
| Legión Amarilla        | 8  | 8  | 6  | 6  | 7  | 7  | 7  |
| Paladín "S"            | 5  | 6  | 7  | 7  | 8  | 8  | 8  |

#### Resultados
- Los horarios corresponden al huso horario de Ecuador: (UTC-5).

| C. S. Patria  | 10 - 0 | Legión Amarilla        | Arenas de Samborondón | 28 de mayo | 16:00 |
| Toreros F. C. | 4 - 1  | LDE                    | Alejandro Ponce Noboa | 30 de mayo | 10:00 |
| La Familia    | 0 - 6  | Filanbanco             | Aso Guayas Cancha #3  | 30 de mayo | 10:00 |
| Paladín "S"   | 1 - 2  | Estudiantes del Guayas | Alejandro Ponce Noboa | 30 de mayo | 15:00 |

| C. S. Patria           | 3 - 1 | Paladín "S"   | Arenas de Samborondón | 4 de junio | 15:00 |
| Estudiantes del Guayas | 0 - 3 | Toreros F. C. | Aso Guayas Cancha #3  | 6 de junio | 10:00 |
| Legión Amarilla        | 1 - 2 | Filanbanco    | Alejandro Ponce Noboa | 6 de junio | 10:00 |
| LDE                    | 2 - 0 | La Familia    | Alejandro Ponce Noboa | 6 de junio | 15:00 |

| Filanbanco      | 2 - 0 | LDE                    | Aso Guayas Cancha #3  | 13 de junio | 10:00 |
| Toreros F. C.   | 0 - 0 | C. S. Patria           | Alejandro Ponce Noboa | 13 de junio | 10:00 |
| Legión Amarilla | 4 - 2 | Paladín "S"            | Alejandro Ponce Noboa | 13 de junio | 15:00 |
| La Familia      | 0 - 3 | Estudiantes del Guayas | Aso Guayas Cancha #3  | 13 de junio | 15:00 |

| C. S. Patria           | 3 - 2 | La Familia    | Arenas de Samborondón | 16 de junio | 16:00 |
| Legión Amarilla        | 0 - 1 | LDE           | Aso Guayas Cancha #3  | 17 de junio | 10:00 |
| Estudiantes del Guayas | 1 - 0 | Filanbanco    | Alejandro Ponce Noboa | 17 de junio | 10:00 |
| Paladín "S"            | 0 - 3 | Toreros F. C. | Alejandro Ponce Noboa | 17 de junio | 15:00 |

| Legión Amarilla        | 0 - 6 | Toreros F. C. | Aso Guayas Cancha #3  | 20 de junio | 10:00 |
| Filanbanco             | 1 - 1 | C. S. Patria  | Alejandro Ponce Noboa | 20 de junio | 10:00 |
| Estudiantes del Guayas | 0 - 0 | LDE           | Alejandro Ponce Noboa | 20 de junio | 15:00 |
| La Familia             | 5 - 1 | Paladín "S"   | Aso Guayas Cancha #3  | 20 de junio | 15:00 |

| Toreros F. C.   | 2 - 1 | La Familia             | Alejandro Ponce Noboa | 25 de junio | 16:00 |
| Legión Amarilla | 0 - 2 | Estudiantes del Guayas | Aso Guayas Cancha #2  | 25 de junio | 16:00 |
| Paladín "S"     | 0 - 7 | Filanbanco             | Aso Guayas Cancha #3  | 25 de junio | 16:00 |
| C. S. Patria    | 0 - 1 | LDE                    | Arenas de Samborondón | 25 de junio | 16:00 |

| Estudiantes del Guayas | 1 - 1 | C. S. Patria    | Alejandro Ponce Noboa | 2 de julio     | 16:00          |
| Filanbanco             | 0 - 3 | Toreros F. C.   | Aso Guayas Cancha #2  | 2 de julio     | 16:00          |
| LDE                    | 2 - 1 | Paladín "S"     | Aso Guayas Cancha #3  | 2 de julio     | 16:00          |
| La Familia             | -     | Legión Amarilla | No se programó        | No se programó | No se programó |

## Segunda fase

### Grupo A

#### Clasificación
| Pos. | Equipo                   | Pts. | PJ | G | E | P | GF | GC | Dif. |  |
| ---- | ------------------------ | ---- | -- | - | - | - | -- | -- | ---- |  |
| 1    | Filanbanco               | 6    | 3  | 2 | 0 | 1 | 7  | 5  | +2   |  |
| 2    | Estudiantes del Guayas   | 6    | 3  | 2 | 0 | 1 | 2  | 1  | +1   |  |
| 3    | Banife                   | 4    | 3  | 1 | 1 | 1 | 3  | 3  | 0    |  |
| 4    | Atlético Giancarlo Ramos | 1    | 3  | 0 | 1 | 2 | 2  | 5  | −3   |  |

 Fuente: Aso Guayas
Criterios de clasificación: 1) Puntos; 2) Diferencia de goles; 3) Goles marcados
|  | Clasifica a la fase final y a los play-offs de Segunda Categoría 2021. |

#### Evolución de la clasificación
| Equipo / Fecha           | 01 | 02 | 03 |
| ------------------------ | -- | -- | -- |
| Filanbanco               | 3  | 2  | 1  |
| Estudiantes del Guayas   | 2  | 1  | 2  |
| Banife                   | 1  | 3  | 3  |
| Atlético Giancarlo Ramos | 4  | 4  | 4  |

#### Resultados
- Los horarios corresponden al huso horario de Ecuador: (UTC-5).

| Estudiantes del Guayas | 1 - 0 | Atlético Giancarlo Ramos | Aso Guayas Cancha #3 | 11 de julio | 10:00 |
| Banife                 | 3 - 2 | Filanbanco               | Pablo Sandiford      | 11 de julio | 11:00 |

| Atlético Giancarlo Ramos | 2 - 4 | Filanbanco | Alejandro Ponce Noboa | 17 de julio | 10:00 |
| Estudiantes del Guayas   | 1 - 0 | Banife     | Alejandro Ponce Noboa | 17 de julio | 15:00 |

| Filanbanco | 1 - 0 | Estudiantes del Guayas   | Alejandro Ponce Noboa | 23 de julio | 11:00 |
| Banife     | 0 - 0 | Atlético Giancarlo Ramos | Pablo Sandiford       | 23 de julio | 11:00 |

### Grupo B

#### Clasificación
| Pos. | Equipo               | Pts. | PJ | G | E | P | GF | GC | Dif. |  |
| ---- | -------------------- | ---- | -- | - | - | - | -- | -- | ---- |  |
| 1    | Toreros F. C.        | 7    | 3  | 2 | 1 | 0 | 6  | 2  | +4   |  |
| 2    | Atlético Samborondón | 5    | 3  | 1 | 2 | 0 | 4  | 3  | +1   |  |
| 3    | Everest              | 4    | 3  | 1 | 1 | 1 | 6  | 6  | 0    |  |
| 4    | L. D. Estudiantil    | 0    | 3  | 0 | 0 | 3 | 3  | 8  | −5   |  |

 Fuente: Aso Guayas
Criterios de clasificación: 1) Puntos; 2) Diferencia de goles; 3) Goles marcados
|  | Clasifica a la fase final y a los play-offs de Segunda Categoría 2021. |

#### Evolución de la clasificación
| Equipo / Fecha       | 01 | 02 | 03 |
| -------------------- | -- | -- | -- |
| Toreros F. C.        | 1  | 1  | 1  |
| Atlético Samborondón | 3  | 2  | 2  |
| Everest              | 2  | 3  | 3  |
| L. D. Estudiantil    | 4  | 4  | 4  |

#### Resultados
- Los horarios corresponden al huso horario de Ecuador: (UTC-5).

| Toreros F. C. | 2 - 0 | LDE                  | Alejandro Ponce Noboa | 11 de julio | 10:00 |
| Everest       | 1 - 1 | Atlético Samborondón | Alejandro Ponce Noboa | 11 de julio | 15:00 |

| LDE           | 1 - 2 | Atlético Samborondón | Aso Guayas Cancha #3 | 17 de julio | 10:00 |
| Toreros F. C. | 3 - 1 | Everest              | Aso Guayas Cancha #3 | 17 de julio | 15:00 |

| Atlético Samborondón | 1 - 1 | Toreros F. C. | Aso Guayas Cancha #3 | 23 de julio | 11:00 |
| Everest              | 4 - 2 | LDE           | Aso Guayas Cancha #2 | 23 de julio | 11:00 |

## Fase final

### Cuadro final
|  | Semifinales               | Semifinales               | Semifinales               | Semifinales               |   |                           | Final        | Final        |  |
|  | 31 de julio y 6 de agosto | 31 de julio y 6 de agosto | 31 de julio y 6 de agosto | 31 de julio y 6 de agosto |   |                           | 14 de agosto | 14 de agosto |  |
|  |                           |                           |                           |                           |   |                           |              |              |  |
|  |                           |                           |                           |                           |   |                           |              |              |  |
|  | Filanbanco                | 1                         | 1                         | 2                         |   |                           |              |              |  |
|  | Filanbanco                | 1                         | 1                         | 2                         |   |                           |              |              |  |
|  | Atlético Samborondón      | 1                         | 2                         | 3                         |   |                           |              |              |  |
|  | Atlético Samborondón      | 1                         | 2                         | 3                         |   | Atlético Samborondón (p.) | 1 (5)        |              |  |
|  |                           |                           |                           |                           |   | Atlético Samborondón (p.) | 1 (5)        |              |  |
|  |                           |                           | Toreros F. C.             | 1 (4)                     |   |                           |              |              |  |
|  | Toreros F. C.             | 2                         | Toreros F. C.             | 1 (4)                     | 1 | 3                         |              |              |  |
|  | Toreros F. C.             | 2                         |                           |                           | 1 | 3                         |              |              |  |
|  | Estudiantes del Guayas    | 1                         | 0                         | 1                         |   |                           |              |              |  |
|  | Estudiantes del Guayas    | 1                         | 0                         | 1                         |   |                           |              |              |  |
|  |                           |                           |                           |                           |   |                           |              |              |  |

- Nota : El equipo ubicado en la primera línea de cada llave es el que ejerce la localía en el partido de vuelta, la final se jugará a partido único.

### Semifinales
| Fecha              | Lugar     | Local                  |  | Resultado |  | Visitante              |
| ------------------ | --------- | ---------------------- |  | --------- |  | ---------------------- |
| 31 de julio, 15:00 | Guayaquil | Estudiantes del Guayas |  | 1 – 2     |  | Toreros F. C.          |
| 6 de agosto, 10:00 | Guayaquil | Toreros F. C.          |  | 1 – 0     |  | Estudiantes del Guayas |
| 31 de julio, 10:00 | Guayaquil | Atlético Samborondón   |  | 1 – 1     |  | Filanbanco             |
| 6 de agosto, 15:00 | Guayaquil | Filanbanco             |  | 1 – 2     |  | Atlético Samborondón   |

### Partido por el tercer puesto
| Fecha               | Lugar     | Local      |  | Resultado     |  | Visitante              |
| ------------------- | --------- | ---------- |  | ------------- |  | ---------------------- |
| 14 de agosto, 10:00 | Guayaquil | Filanbanco |  | (8) 1 – 1 (7) |  | Estudiantes del Guayas |

### Final
| Fecha               | Lugar     | Local                |  | Resultado     |  | Visitante     |
| ------------------- | --------- | -------------------- |  | ------------- |  | ------------- |
| 14 de agosto, 10:00 | Guayaquil | Atlético Samborondón |  | (5) 1 – 1 (4) |  | Toreros F. C. |

| |
| Campeón Club Atlético Samborondón 1.er título Clasificado a los play-offs de la Segunda Categoría 2021 y Copa Ecuador 2022.                       |
| También clasificó Toreros Fútbol Club como subcampeón, el Club Filanbanco como tercer puesto y el Club Estudiantes del Guayas como cuarto puesto. |

## Clasificación general
| Pos. | Equipos                  | Prom. | Pts. | PJ | PG | PE | PP | GF | GC | Dif. | Fase en la que concluyó su participación |
| ---- | ------------------------ | ----- | ---- | -- | -- | -- | -- | -- | -- | ---- | ---------------------------------------- |
| 1.   | Atlético Samborondón (C) | 1.750 | 21   | 12 | 5  | 6  | 1  | 18 | 8  | +10  | Final                                    |
| 2.   | Toreros F. C.            | 2.308 | 30   | 13 | 10 | 3  | 0  | 31 | 6  | +25  | Final                                    |
| 3.   | Filanbanco               | 1.615 | 21   | 13 | 6  | 3  | 4  | 28 | 15 | +13  | Definición del tercer puesto             |
| 4.   | Estudiantes del Guayas   | 1.615 | 21   | 13 | 6  | 3  | 4  | 13 | 10 | +3   | Definición del tercer puesto             |
| 5.   | Banife                   | 2.222 | 20   | 9  | 6  | 2  | 1  | 15 | 5  | +10  | Segunda fase                             |
| 6.   | Everest                  | 2.111 | 19   | 9  | 6  | 1  | 2  | 20 | 8  | +12  | Segunda fase                             |
| 7.   | L. D. Estudiantil        | 1.300 | 13   | 10 | 4  | 1  | 5  | 10 | 15 | −5   | Segunda fase                             |
| 8.   | Atlético Giancarlo Ramos | 1.111 | 10   | 9  | 3  | 1  | 5  | 13 | 16 | −3   | Segunda fase                             |
| 9.   | C. S. Patria             | 1.714 | 12   | 7  | 3  | 3  | 1  | 18 | 6  | +12  | Primera fase                             |
| 10.  | Calvi F. C.              | 0.833 | 5    | 6  | 1  | 2  | 3  | 7  | 10 | −3   | Primera fase                             |
| 11.  | Real Fortaleza           | 0.667 | 4    | 6  | 1  | 1  | 4  | 3  | 15 | −12  | Primera fase                             |
| 12.  | La Familia               | 0.500 | 3    | 6  | 1  | 0  | 5  | 8  | 17 | −9   | Primera fase                             |
| 13.  | Legión Amarilla          | 0.500 | 3    | 6  | 1  | 0  | 5  | 5  | 23 | −18  | Primera fase                             |
| 14.  | Panamá S. C.             | 0.000 | 0    | 6  | 0  | 0  | 6  | 5  | 18 | −13  | Primera fase                             |
| 15.  | Paladín "S"              | 0.000 | 0    | 7  | 0  | 0  | 7  | 6  | 26 | −20  | Primera fase                             |

## Goleadores
| Pos. | Jugador          | Equipo                   | Goles |
| ---- | ---------------- | ------------------------ | ----- |
| 1    | Miller Castillo  | Toreros F. C.            | 11    |
| 2    | Joao Simisterra  | Atlético Samborondón     | 9     |
| 3    | Alejandro Rendón | Atlético Giancarlo Ramos | 6     |
| 4    | Ronaldo Flor     | Toreros F. C.            | 5     |
| 5    | Jorge Ladines    | Everest                  | 5     |